# Maria Augutis
Maria Augutis (* 29. August 1990) ist eine schwedische Leichtathletin, welche sich auf den Dreisprung spezialisiert hat.

## Karriere
Bei den schwedischen Meisterschaften im Jahr 2007 konnte sie in Eskilstuna mit einer Weite von 12,94 Metern den schwedischen Meistertitel gewinnen. Ihre Freiluft-Bestleistung stellte sie am 29. Mai 2010 in der US-amerikanischen Stadt Greensboro mit einer Weite von 13,00 Meter. Ihre Hallen-Bestweite steigerte sie am 27. Februar 2011 auf 12,88 Meter.